# Кінцева фаланга
Кінцева́ фала́нга, дистальна фаланга (лат. phalanx ungualis, phalanx distalis) — остання, найбільш дистальна (віддалена) фаланга пальця стопи або кисті, до якої кріпиться кіготь, копито, ніготь або інше продовження фаланги з кератину. Часто формує ядро кігтя. Слони та інші копитні мають кігтеві фаланги, як і вимерлі завроподи та цератопси.
Зазвичай кінцевою є друга чи третя фаланга пальця.

## У людини
Кінцева фаланга людини відрізняється від такої інших ссавців і навіть найближчих родичів: горили й шимпанзе Кістка кінцевої фаланги людини має на долонній поверхні характерні вирости — горбистість кінцевої фаланги (англ. distal phalangeal tuberosity), до яких прикріплюється м'якоть подушечки пальця.

## У рептилій

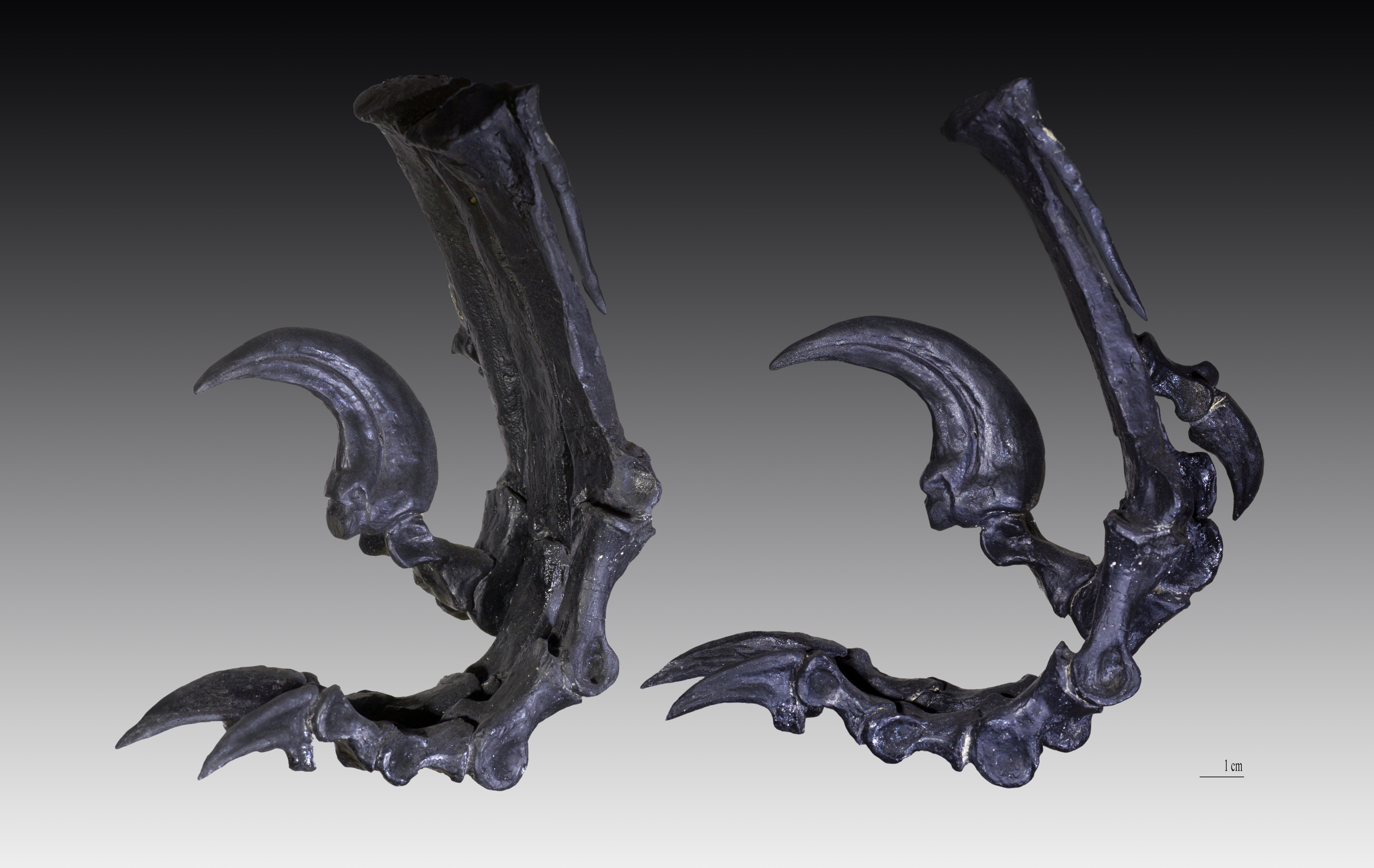
Фаланги пальців задньої кінцівки дейноніха

Дромеозавриди, зокрема дейноніх, мали велетенський зігнутий кіготь на кінцевій фаланзі третього пальця задньої кінцівки. Припускають, що його функцією може бути розривання здобичі або переміщення по деревах.

## Патології
Закостеніння хряща кінцевої фаланги є поширеним захворюванням у низки порід коней.
У людини іноді відбувається зрощення кінцевих фаланг — кінцева синдактилія. Потовщення цих фаланг часто спостерігають при системній склеродермії.
При хронічних хворобах серця, легенів і печінки спостерігають симптом барабанних паличок — колбоподібне потовщення кінцевих фаланг кистей і стоп з характерною деформацією нігтьових пластинок у вигляді годинникових стекол.